# MI LNGカンパニー
株式会社MI LNGカンパニー（エムアイ エルエヌジーカンパニー）は、東京都港区新橋に本社を置く企業。

## 概要
2013年4月1日に三菱重工業と今治造船がLNG運搬船に関する設計及び販売を手掛ける合弁会社として設立。受注したLNG船は、モス型は三菱重工グループで、メンブレン型は今治造船で建造することになっていたが、2015年を最後に受注が途絶えている。世界のLNG船の需要自体は旺盛で、韓国・中国の造船会社が大量に受注している。
2021年、三菱重工はモス型LNG船を建造してきた長崎造船所香焼工場の新造船部門を大島造船所に譲渡することを発表し、モス型LNG船の建造から事実上、撤退した。2023年7月からは、MI LNGカンパニーがLNG船以外の一般商船の設計業務を日本シップヤードから受託することになった。

## 沿革
- 2013年4月 - 三菱重工業と今治造船の共同出資により、「株式会社MI LNGカンパニー」設立[3]。
- 2014年5月 - 日本郵船向け15万5300立方メートル型LNG船を初受注[4]。